# Rio Mapari
Rio Mapari är ett vattendrag i Brasilien.   Det ligger i delstaten Amapá, i den norra delen av landet, 1 900 km norr om huvudstaden Brasília.
I omgivningarna runt Rio Mapari växer i huvudsak städsegrön lövskog. Trakten runt Rio Mapari är nära nog obefolkad, med mindre än två invånare per kvadratkilometer.